# 赣中南花猪
赣中南花猪是分布在江西的地方猪品种，为肉脂兼用型。
原产于江西中南部，主要分布于万安县、遂川县、 永丰县和乐安县。
包括产于江西中南部的泰和、万安、永丰、遂川、兴国、瑞金等县市的冠朝猪、万安猪、藤田猪、左安猪、茶园猪、三花猪等。1956年，乐安花猪确认为江西省地方家畜良种。1957年，乐安花猪列入《江西省地方家畜品种》。1964年，乐安花猪列为吉安花猪的主要类型之一。1971年在江西万安建立了赣中南花猪保种场，即万安县畜禽原种场。1973年，赣南三花猪、赣西南花猪、吉安花猪合并后统称为赣中南花猪。
赣中南花猪性成熟早。母猪3月龄～4月龄开始发情， 7月龄体重达50kg左右适配。公猪4月龄表现出性欲，8月龄体重达55kg适配。经产母猪总产仔数9头～13头，产活仔数8头～12头。